# 王得仁
王得仁（おう とくじん、生年不詳 - 1449年）は、明代の官僚・軍人。名は仁、字は得仁といい、字をもって通称される。本貫は南昌府新建県。

## 生涯
もとは謝姓であったが、父が母方の実家の仇を避けて、王氏を名乗った。得仁は5歳のときに母を失い、哀哭して礼を尽くすことは成人のようであった。はじめ衛吏となったが、才能により推薦を受けて汀州府経歴に任じられた。正統9年（1444年）、任期を満了して転任することになったが、汀州府の軍民数千人が留任を請願したため、得仁は秩禄を増やして再任された。正統12年（1447年）、汀州府の推官に欠員が生じると、英宗は軍民の請願に従い、得仁を抜擢して推官に就かせた。
沙県の反乱軍の首領である陳政景は、もとは鄧茂七の仲間であった。正統14年（1449年）5月、陳政景らは清流県の藍得隆らの反乱軍を糾合して汀州府城を攻撃した。得仁は汀州の守将や知府の劉能とともにこれを撃破し、陳政景ら84人を捕らえると、残余の反乱軍は潰走した。都指揮の馬雄が反乱軍と通じた者の名簿を入手すると、これを調査して処断を行おうとした。得仁はその名簿を焼き捨てるよう請願した。反乱軍が寧化県に進攻すると、得仁は兵を率いて援軍に赴いた。反乱側の民衆の多くが脱落して帰順したため、反乱軍の勢力は衰えた。
反乱軍が将楽に退却し、得仁がこれを追撃しようとしたとき、突然の病にかかった。人々は汀州府に帰って医者にかかるよう勧めたが、得仁は聞き入れず、帳中に座って指揮を続けた。ほどなく死去した。天順7年（1463年）、汀州府の官吏と民衆が得仁を祀る祠を建てたいと請願して、認可された。
子に謝一夔があった。